# Oblast Saporischschja
Die Oblast Saporischschja (ukrainisch Запорізька область Saporiska oblast, russisch Запорожская область Saporoschskaja oblast) ist eine Verwaltungseinheit (Oblast) im Südosten der Ukraine. Sie hat 1.666.515 Einwohner (Anfang 2021). Die südliche Grenze der Oblast bildet das Asowsche Meer. Die Oblast Dnipropetrowsk umklammert die Oblast im Norden und Nordwesten. Im Südwesten grenzt die Oblast an die Oblast Cherson, im Osten an die Oblast Donezk.
Die Kfz-Kennzeichen für die Oblast lauten AP und KP.

## Geschichte
Die Oblast Saporischschja wurde am 10. Januar 1939 aus Rajonen der Oblast Dnipropetrowsk und der Oblast Mykolajiw gebildet. Am 30. März 1944 wurde ein Teil der Oblast zur Bildung der Oblast Cherson abgetrennt.
Im Jahr 1991 wurde die damals zur USSR und damit zur UdSSR gehörende Oblast nach dem Referendum über die Unabhängigkeit der Ukraine Staatsgebiet der Ukraine. Das Referendum ergab, dass von den Wählern in der Oblast Saporischschja 7 % gegen und 90 % für die Unabhängigkeit der Ukraine von der Sowjetunion stimmten.
Am 30. September 2022 verkündete der russische Präsident Wladimir Putin nach einem am 27. September 2022 beendeten Scheinreferendum die Annexion der Oblast Saporischschja, einschließlich der nicht von russischen Truppen besetzten Gebiete der Oblast.

## Größte Städte
Hauptstadt der Oblast ist die gleichnamige Stadt Saporischschja, die im Nordwesten der Oblast am Dnepr (ukrainisch Dnipro) liegt.
| Stadt                                                                                     | Ukrainischer Name | Russischer Name | Einwohner 1. Januar 2021 |
| ----------------------------------------------------------------------------------------- | ----------------- | --------------- | ------------------------ |
| Saporischschja                                                                            | Запоріжжя         | Запорожье       | 722.713                  |
| Melitopol                                                                                 | Мелітополь        | Мелитополь      | 150.768                  |
| Berdjansk                                                                                 | Бердянськ         | Бердянск        | 107.928                  |
| Enerhodar                                                                                 | Енергодар         | Энергодар       | 052.887                  |
| Tokmak                                                                                    | Токмак            | Токмак          | 030.132                  |
| Polohy                                                                                    | Пологи            | Пологи          | 018.396                  |
| Dniprorudne                                                                               | Дніпрорудне       | Днепрорудное    | 018.036                  |
| Wilnjansk                                                                                 | Вільнянськ        | Вольнянск       | 014.583                  |
| Orichiw                                                                                   | Оріхів            | Орехов          | 014.136                  |
| Huljajpole                                                                                | Гуляйполе         | Гуляйполе       | 013.070                  |
| Quellen: Ukrainisches Amt für Statistik, Seiten 22, 23 und Sekundärquelle City Population |                   |                 |                          |

Siehe auch: Liste der Städte in der Oblast Saporischschja

## Verwaltungsgliederung
Die Oblast Saporischschja ist verwaltungstechnisch in fünf Rajone unterteilt; bis zur großen Rajonsreform am 18. Juli 2020 war sie in 20 Rajone sowie 5 direkt der Oblastverwaltung unterstehende (rajonfreie) Städte unterteilt. Dies waren die Städte Berdjansk, Enerhodar, Melitopol, Tokmak sowie das namensgebende Verwaltungszentrum der Oblast, die Stadt Saporischschja.

### Rajone der Oblast Saporischschja mit deren Verwaltungszentren
| Rajon                | Rajon                                     | Verwaltungssitz        | Fläche | Weitere frühere (bis 2020) Rajonzentren und rajonfreie Städte |
| deutsche Bezeichnung | ukrainische Bezeichnung                   | Transkription          | km²    | Weitere frühere (bis 2020) Rajonzentren und rajonfreie Städte |
| -------------------- | ----------------------------------------- | ---------------------- | ------ | ------------------------------------------------------------- |
| Rajon Berdjansk      | Бердянський район Berdjanskyj rajon       | Berdjansk (Stadt)      | 4462   | Prymorsk, Tschernihiwka                                       |
| Rajon Melitopol      | Мелітопольський район Melitopolskyj rajon | Melitopol (Stadt)      | 6964,5 | Jakymiwka, Pryasowske, Wessele                                |
| Rajon Polohy         | Пологівський район Polohiwskyj rajon      | Polohy (Stadt)         | 6761,9 | Kamjanka, Huljajpole, Orichiw, Rosiwka, Tokmak                |
| Rajon Saporischschja | Запорізький район Saporiskyj rajon        | Saporischschja (Stadt) | 4600,7 | Nowomykolajiwka, Wilnjansk                                    |
| Rajon Wassyliwka     | Василівський район Wassyliwskyj rajon     | Wassyliwka (Stadt)     | 4396,1 | Enerhodar, Kamjanka-Dniprowska, Mychajliwka, Welyka Biloserka |

Bis 2020 gab es folgende Rajonsaufteilung:

Karte der Rajone und rajonfreien Städte der Oblast (bis 2020)

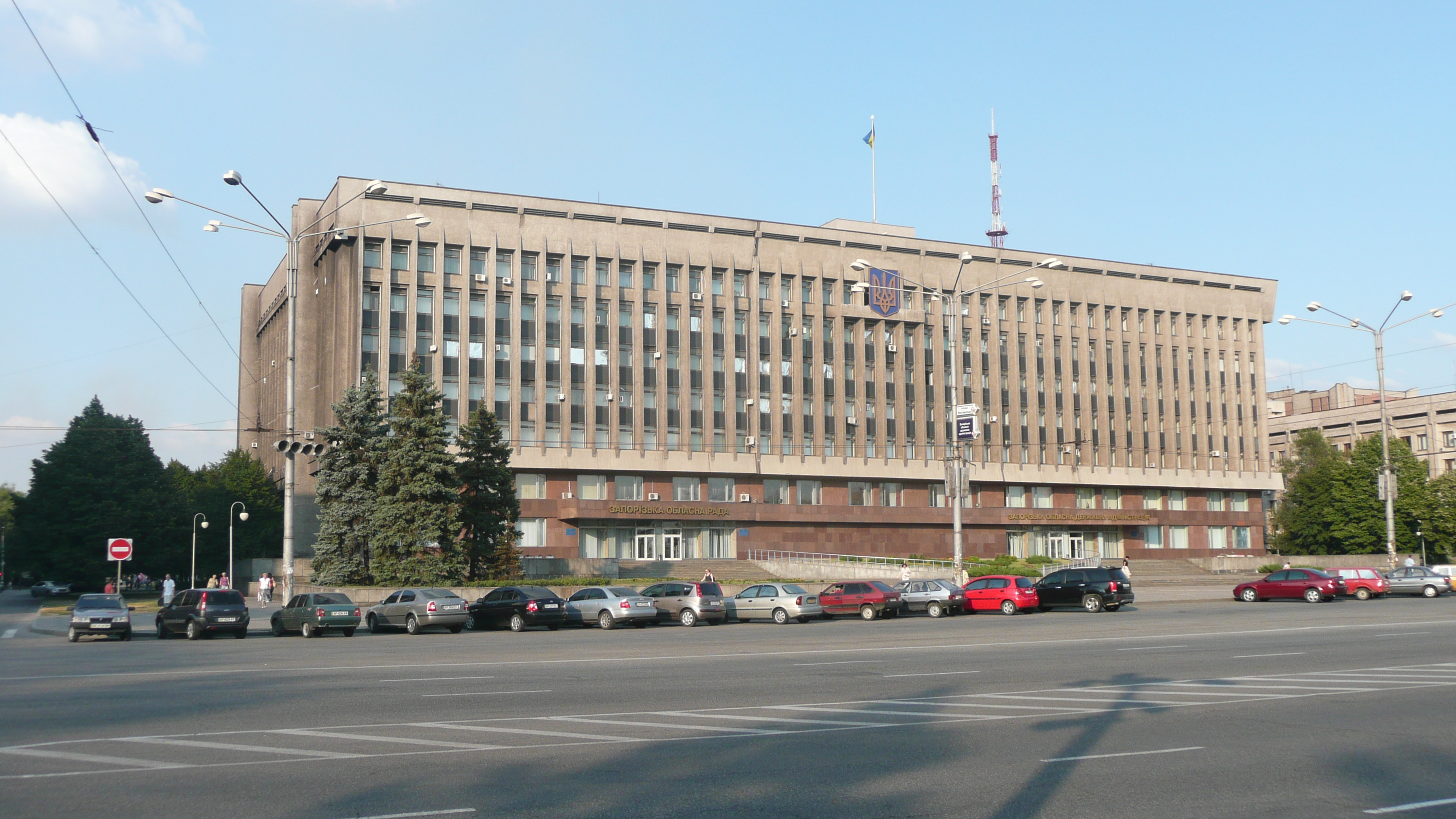
Gebäude der Oblastverwaltung von Saporischschja

| Rajon                     | Rajon                                                     | Verwaltungssitz                             | Fläche | 2020 (überwiegend)     |
| deutsche Bezeichnung      | ukrainische Bezeichnung                                   | Transkription                               | km²    | aufgegangen in         |
| ------------------------- | --------------------------------------------------------- | ------------------------------------------- | ------ | ---------------------- |
| Rajon Berdjansk           | Бердянський район Berdjanskyj rajon                       | Berdjansk (Stadt)                           | 1776   | Rajon Berdjansk        |
| Rajon Bilmak              | Більмацький район Bilmazkyj rajon                         | Kamjanka (Siedlung städtischen Typs)        | 1300   | Rajon Polohy           |
| Rajon Huljajpole          | Гуляйпільський район Huljajpilskyj rajon                  | Huljajpole (Stadt)                          | 1300   | Rajon Polohy           |
| Rajon Jakymiwka           | Якимівський район Jakymiwskyj rajon                       | Jakymiwka (Siedlung städtischen Typs)       | 1850   | Rajon Melitopol        |
| Rajon Kamjanka-Dniprowska | Кам'янсько-Дніпровський район Kamjansko-Dniprowskyj rajon | Kamjanka-Dniprowska (Stadt)                 | 1240   | Rajon Wassyliwka       |
| Rajon Melitopol           | Мелітопольський район Melitopolskyj rajon                 | Melitopol (Stadt)                           | 1780   | Rajon Melitopol        |
| Rajon Mychajliwka         | Михайлівський район Mychajliwskyj rajon                   | Mychajliwka (Siedlung städtischen Typs)     | 1067   | Rajon Wassyliwka       |
| Rajon Nowomykolajiwka     | Новомиколаївський район Nowomykolajiwskyj rajon           | Nowomykolajiwka (Siedlung städtischen Typs) | 0.915  | Rajon Saporischschja   |
| Rajon Orichiw             | Оріхівський район Orichiwskyj rajon                       | Orichiw (Stadt)                             | 1590   | Rajon Saporischschja 1 |
| Rajon Polohy              | Пологівський район Polohiwskyj rajon                      | Polohy (Stadt)                              | 1340   | Rajon Polohy           |
| Rajon Pryasowske          | Приазовський район Pryasowskyj rajon                      | Pryasowske (Siedlung städtischen Typs)      | 1947   | Rajon Melitopol        |
| Rajon Prymorsk            | Приморський район Prymorskyj rajon                        | Prymorsk (Stadt)                            | 1400   | Rajon Berdjansk        |
| Rajon Rosiwka             | Розівський район Rosiwskyj rajon                          | Rosiwka (Siedlung städtischen Typs)         | 0.610  | Rajon Polohy           |
| Rajon Saporischschja      | Запорізький район Saporiskyj rajon                        | Saporischschja (Stadt)                      | 1460   | Rajon Saporischschja   |
| Rajon Tokmak              | Токмацький район Tokmazkyj rajon                          | Tokmak (Stadt)                              | 1442   | Rajon Polohy           |
| Rajon Tschernihiwka       | Чернігівський район Tschernihiwskyj rajon                 | Tschernihiwka (Siedlung städtischen Typs)   | 1200   | Rajon Berdjansk        |
| Rajon Wassyliwka          | Василівський район Wassyliwskyj rajon                     | Wassyliwka (Stadt)                          | 1620   | Rajon Wassyliwka       |
| Rajon Welyka Biloserka    | Великобілозерський район Welykobiloserskyj rajon          | Welyka Biloserka (Dorf)                     | 0.470  | Rajon Wassyliwka       |
| Rajon Wessele             | Веселівський район Wesseliwskyj rajon                     | Wessele (Siedlung städtischen Typs)         | 1128   | Rajon Melitopol        |
| Rajon Wilnjansk           | Вільнянський район Wilnjanskyj rajon                      | Wilnjansk (Stadt)                           | 1280   | Rajon Saporischschja   |

## Bevölkerung

### Bevölkerungsentwicklung
Die Oblast wurde im Jahr 1944 gegründet und besteht seither in unverändertem Umfang. Bis 1993 gab es ein stetiges Wachstum (Höchststand 1. Januar 1993 mit 2.116.100 Personen). Seither nimmt die Einwohnerschaft ständig ab. Die städtische Bevölkerung sank seit 1989 um 18,08 %, die Zahl der Bewohner auf dem Land nahm im gleichen Zeitraum um 25,76 % ab. Seit der Jahrtausendwende verlor der Oblast rund 304.000 Bewohner oder 15,41 % der Bevölkerung.
rot: Volkszählungen in der Sowjetunion (bis 1989) und der Ukraine (2001); grün: Schätzungen des Ukrainischen Statistisches Amtes, jeweils 1. Januar

### Volksgruppen
Die Ukrainer stellten bei der letzten Volkszählung 2001 in den meisten Rajons eine deutliche Bevölkerungsmehrheit. Russische Minderheiten leben mehrheitlich in den Städten und den städtischen Vororten. 
| Jahr                                   | Ukrainer  | Ukrainer | Russen  | Russen  | Bulgaren | Bulgaren | Belarussen | Belarussen | Armenier | Armenier | Tataren | Tataren | Juden | Juden  | Georgier | Georgier | Deutsche | Deutsche | Total     | Total    |
| Jahr                                   | Zahl      | %        | Zahl    | %       | Zahl     | %        | Zahl       | %          | Zahl     | %        | Zahl    | %       | Zahl  | %      | Zahl     | %        | Zahl     | %        | Zahl      | %        |
| -------------------------------------- | --------- | -------- | ------- | ------- | -------- | -------- | ---------- | ---------- | -------- | -------- | ------- | ------- | ----- | ------ | -------- | -------- | -------- | -------- | --------- | -------- |
| 2001                                   | 1.364.095 | 70,71 %  | 476.748 | 24,71 % | 27.764   | 1,44 %   | 12.655     | 0,66 %     | 6.411    | 0,33 %   | 5.177   | 0,27 %  | 4.353 | 0,23 % | 3.899    | 0,20 %   | 2.209    | 0,11 %   | 1.929.171 | 100,00 % |
| Quelle: Ergebnis der Volkszählung 2001 |           |          |         |         |          |          |            |            |          |          |         |         |       |        |          |          |          |          |           |          |

Im Jahr 2001 war die Anzahl der Ukrainer nur unwesentlich höher als 1989. Durch den zwischen den Volkszählungen erfolgten Bevölkerungsrückgang stieg der Anteil der Ukrainer allerdings deutlich. Der Anteil der Russen, Bulgaren, Belarussen, Juden und Krimtataren ist seit 1989 erheblich gesunken, der Anteil der Tataren (teilweise Krimtataren) ist nur wenig kleiner geworden. Die Zahl der Armenier und Georgier ist zwischen 1989 und 2001 deutlich gestiegen.
| Nationalität | 1989 (%) | 2001 (%) | Veränderung (%) |
| ------------ | -------- | -------- | --------------- |
| Ukrainer     | 63,1     | 70,8     | 00+4,3 %        |
| Russen       | 32,0     | 24,7     | 0−28,2 %        |
| Bulgaren     | 01,7     | 01,4     | 0−19,8 %        |
| Belarussen   | 00,9     | 00,7     | 0−31,1 %        |
| Juden        | 00,7     | 00,2     | 0−69,7 %        |
| Armenier     | 00,1     | 00,3     | +155,0 %        |
| Tataren      | 00,3     | 00,3     | 00−1,7 %        |
| Georgier     | 00,0     | 00,2     | +320 %,0        |

### Sprache
Ukrainisch und Russisch sind die beiden dominierenden Sprachen. In den Städten gibt eine deutliche Mehrheit Russisch als Muttersprache an. Selbst viele ethnische Ukrainer (mehr als 400.000 Personen) geben Russisch als Muttersprache an. Doch geben auch 20.000 Menschen, die sich als Russen bezeichnen, Ukrainisch als Muttersprache an. Zahlreiche Angehörige von ethnischen Minderheiten sind überwiegend oder fast gänzlich russifiziert. Unter den Tataren sprechen rund 1800 Personen Tatarisch und von den Georgiern geben rund 1200 Menschen Georgisch als Muttersprache an. 
| 2001                                   | 967.328 | 50,20 % | 928.616 | 48,19 % | 9.112 | 0,47 % | 3.568 | 0,19 % | 2.159 | 0,11 % | 1.355 | 0,07 % | 1.929.171 | 100,00 % |
| Quelle: Ergebnis der Volkszählung 2001 |         |         |         |         |       |        |       |        |       |        |       |        |           |          |

Während offizielle Statistiken den Anteil russischer Muttersprachler lediglich bei 48,2 % sehen, geben unabhängige Statistiken einen weit höheren Anteil der bevorzugt russischsprachigen Bevölkerung an. Eine Statistik eines Instituts aus Kiew ergab im Jahr 2004, dass 81 % der Bewohner der Region bevorzugt auf Russisch kommunizieren. Auch von den niedrigsten Schätzungen ausgehend ist die Oblast Saporischschja eines der Zentren der Russischen Sprache in der Ukraine.

## Partnerschaften
Die Oblast Saporischschja unterhält Partnerschaften mit der Stadt Chongqing, Volksrepublik China (seit 2002) und der Stadt Oberhausen, Deutschland.